# Die Bouzouki klang durch die Sommernacht
Die Bouzouki klang durch die Sommernacht ist ein Lied der deutsch-griechischen Sängerin Vicky Leandros aus dem Jahr 1973. International erlangte das Lied auch in seiner englischsprachigen Version When Bouzoukis Played Bekanntheit.

## Entstehung und Veröffentlichung
Das Lied wurde gemeinsam von Ralf Arnie, Leo Leandros (als Mario Panas) und Klaus Munro geschrieben beziehungsweise komponiert. Leandros zeichnete darüber hinaus auch für die Produktion verantwortlich.
Die Erstveröffentlichung von Die Bouzouki klang durch die Sommernacht erfolgte als Single im März 1973 bei Philips. Diese erschien als 7″-Single mit der B-Seite Meine Augen, seine Augen (Katalognummer: 6000 101). Am 12. Juni 1973 erschien das Lied als Teil des Studioalbums Meine Freunde sind die Träume (Katalognummer: 6303 087).
Die englischsprachige Version When Bouzoukis Played erschien erstmals am 1. Juni 1973 als 7″-Single (Katalognummer: 6000 111), mit der B-Seite Jacques und war Teil des Studioalbums Dreams Are Good Friends, welches im gleichen Jahr erschien (Katalognummer: 6303 089).

## Charts und Chartplatzierungen
| ChartsChartplatzierungen     | Höchstplatzierung | Wochen/ Monate |
| ---------------------------- | ----------------- | -------------- |
| Deutschland (GfK)            | 4 (22 Wo.)        | 22 Wo.         |
| Österreich (Ö3)              | 9 (3 Mt.)         | 3 Mt.          |
| Schweiz (IFPI)               | 2 (13 Wo.)        | 13 Wo.         |
| Vereinigtes Königreich (OCC) | 44 (5 Wo.)        | 5 Wo.          |

| ChartsJahrescharts (1973) | Platzierung |
| ------------------------- | ----------- |
| Deutschland (GfK)         | 17          |
| Schweiz (IFPI)            | 9           |